# Велика (тврђава)
Велика је раносредњовековни град (тврђава) у Тесалији у Грчкој.  Њено словенско име сачувано је у историјским споменицима. На њеном месту налазила се античка Мелибеја.